# Іоанн VI Кантакузин
Іоанн VI Кантакузин (грец. Ἰωάννης ΣΤ′ Καντακουζηνός, 1295 — 15 червня 1383) — візантійський (римський) імператор (1341, 1347—1354). Представник грецького дому Кантакузинів. Сподвижник імператора Андроніка III. Один із зачинателів великої міжусобної війни (1341—1347), яка призвела до занепаду Візантії. Старший співправитель Іоанна V, сина Андроніка ІІІ.

## Біографія
Син Михайла Кантакузина, епітропа Мореї. Зі сторони матері Іоанн VI споріднений з династією Палеологів. Під час правління Андроніка III Палеолога його призначили управителем державними справами. У 1321—1331 роках тричі брав участь у війнах проти Золотої Орди. Після смерті імператора він залишився реґентом при малолітньому Іоанні V Палеолозі.
Імператриця запідозрила його в змові — маєтки регента було конфісковано, його друзі та близькі опинилися у в'язниці, а він, оголошений зрадником, уникнув небезпеки, заховавшись у своєму рідному місті Дідімотіка. Там, 26 жовтня 1341, прихильники проголосили Іоанна Кантакузина імператором. Почалася громадянська війна, що тривала 6 років. Ворожі партії використовували найманців різних народів. Кантакузин переміг за допомогою турків-османів.
1347 року він із тріумфом перебрався до Константинополя, де його змушено визнали співправителем неповнолітнього імператора Іоанна V Палеолога та одночасно його реґентом. Він заручив Іоанна V з своєю дочкою Оленою. 1353 року зробив сина Матвія співімператором.
У цей час Візантія займала невелику територію й була оточена з усіх сторін небезпечними сусідами. Почалися війни з генуезцями, сербами. Візантія вступила в небезпечний союз з турками і, коли не змогла оплатити послуги турецьких військ, ті використали нагоду для захоплення Константинополя. 1354 року під тиском містян Іоанн VI Кантакузин зрікся трону.
Іоанн VI Кантакузин був послідовником ісихазму і зумів забезпечити його визнання на соборі 1351 року. Він перебрався в монастир святого Георгія у Манґані й взяв собі ім'я Іоасаф Христодул. У монастирі він написав «Історію», що охоплює період з 1320 по 1356 роки, де описав події, в центрі яких був сам.

## Богословська та літературна спадщина
Після зречення престолу Іоанн VI присвятив себе духовному життю та письменництву. Ставши ченцем під ім'ям Іоасаф Христодул, він оселився в монастирі Манґана в Константинополі і активно долучився до церковних справ.
Ще будучи імператором, Кантакузин відігравав помітну роль у так званій ісихастській суперечці — богословському конфлікті всередині Православної церкви 1340-х років. Іоанн VI був переконаним прибічником ісихазму (містично-аскетичного вчення, що його пропагував Григорій Палама). У розпал громадянської війни він надав підтримку партії ісихастів: після здобуття столиці Кантакузин звільнив ув'язненого раніше Паламу і сприяв його призначенню архієпископом Фессалонікійським (1347). Зрештою, за його правління відбулися Вселенські собори 1347 і 1351 років у Константинополі, на яких вчення ісихазму було офіційно визнане догматом Православної церкви. Перемога Іоанна VI у громадянській війні збіглася з тріумфом паламітів у Церкві, і сучасники-ісихасти високо цінували Кантакузина за захист православної віри. Патріарх Калліст I та Філофей Коккін — соратники Палами — належали до його прибічників і просували його канонічну політику.
Перебуваючи у монастирі, Кантакузин зайнявся літописанням та богословською полемікою. Близько 1360 року він завершив велику історичну працю — Історію (грец. Ἱστορίαι) у чотирьох книгах, що охоплює період з 1320 по 1356 роки. Цей твір є цінним джерелом з історії Візантії XIV століття, особливо подій громадянської війни, свідком і учасником яких був сам автор. Іоанн VI описує свій час детально і жваво, іноді наводить тексти документів і листів. У Історії простежується прагнення Кантакузина виправдати власні дії та представити свою узурпацію в якнайсприятливішому світлі. Факти подаються ним вибірково, з певним упередженням: наприклад, імператор замовчує деякі поразки (зокрема втрату Адріанополя на користь турків), натомість підкреслює епізоди, де його роль була позитивною. Візантійські історики (у тому числі сучасник Кантакузина Никифор Григора) дорікали, що його мемуари написані як апологія власного правління.
Попри це, Історія Іоанна VI залишається одним з основних наративних джерел доби Палеологів, доповнюючи та врівноважуючи свідчення інших хроністів, зокрема Григори, з яким Кантакузин полемізував на сторінках свого твору.
Окрім мемуарів, колишній імператор залишив після себе значний корпус богословських і публіцистичних творів. Серед них — кілька трактатів, спрямованих проти католицької та ісламської релігії. Відомі, зокрема, його Бесіда з папським легатом (полеміка з представником папи римського) та Діалог з юдеєм, де Іоанн виступає на захист християнства. Особливе місце займають його праці проти ісламу: після відречення Кантакузин написав декілька антиісламських трактатів, спираючись як на власне спілкування з мусульманами, так і на святоотцівську традицію. Ці твори мали на меті показати перевагу християнства над іншими вірами; ймовірно, на їх створення Іоанна надихнули особисті переживання — багаторічний союз з османами і усвідомлення загрози, яку вони несли Візантії.
Так чи інакше, Кантакузин увійшов в історію як рідкісний приклад володаря-інтелектуала: він єдиний з візантійських імператорів залишив після себе великий автобіографічний твір і ряд оригінальних богословських трактатів. Усі вони написані грецькою мовою і відзначаються доброю освіченістю автора. Свої літературні праці Іоанн підписував чернечим ім'ям «Іоасаф, який називався раніше Іоанном, благочестивейшим імператором»; деякі з них (наприклад, листи проти латинян) були адресовані високим сучасникам. Більшість текстів Кантакузина згодом перекладено на французьку, англійську та інші мови; Історія видана в оригіналі та є предметом досліджень істориків.